# Lijst van rijksmonumenten in De Wolden

De Wolden

De gemeente De Wolden telt 139 inschrijvingen in het rijksmonumentenregister. Hieronder een overzicht. Voor een overzicht van beschikbare afbeeldingen zie de categorie Rijksmonumenten in De Wolden op Wikimedia Commons.

## Anholt
De plaats Anholt telt 1 inschrijving in het rijksmonumentenregister.
| Object            | Oorspronkelijke functie? | Bouwjaar                          | Architect | Locatie  | Coördinaten?                 | Nr.?  | Afbeelding        |
| ----------------- | ------------------------ | --------------------------------- | --------- | -------- | ---------------------------- | ----- | ----------------- |
| Het Oude Posthuis | Overheidsgebouw          | mog. 17e eeuw (kern) 1962 (rest.) |           | Anholt 8 | 52° 46' 32" NB, 6° 25' 4" OL | 32971 | Meer afbeeldingen |

## Ansen
De plaats Ansen telt 5 inschrijvingen in het rijksmonumentenregister.
| Object                                                                     | Oorspronkelijke functie? | Bouwjaar   | Architect | Locatie            | Coördinaten?                  | Nr.?   | Afbeelding        |
| -------------------------------------------------------------------------- | ------------------------ | ---------- | --------- | ------------------ | ----------------------------- | ------ | ----------------- |
| Boerderij met achterbaander en aangebouwde houten schuren                  | Boerderij                | 1849       |           | Kerkdijk 5         | 52° 46' 56" NB, 6° 20' 7" OL  | 32972  | Meer afbeeldingen |
| Boerderij met zijbaander onder aan de voorzijde afgewolfd rieten schilddak | Boerderij                | ca. 1840   |           | Dwingelerweg 25    | 52° 47' 17" NB, 6° 20' 16" OL | 46877  | Meer afbeeldingen |
| Boerderij in ambachtelijk-traditionele stijl                               | Boerderij                | 1842       |           | Dwingelerweg 9     | 52° 47' 4" NB, 6° 19' 58" OL  | 524964 | Meer afbeeldingen |
| Hooischuur op achtererf                                                    | Boerderij                | verm. 1842 |           | bij Dwingelerweg 9 | 52° 47' 4" NB, 6° 19' 58" OL  | 526893 | Meer afbeeldingen |
| Varkensschuur met stookhok                                                 | Boerderij                | 1933       |           | bij Dwingelerweg 9 | 52° 47' 4" NB, 6° 19' 58" OL  | 526894 | Meer afbeeldingen |

## Berghuizen
De plaats Berghuizen telt 2 inschrijvingen in het rijksmonumentenregister.
| Object                                                   | Oorspronkelijke functie? | Bouwjaar                       | Architect                                   | Locatie       | Coördinaten?                  | Nr.?   | Afbeelding                |
| -------------------------------------------------------- | ------------------------ | ------------------------------ | ------------------------------------------- | ------------- | ----------------------------- | ------ | ------------------------- |
| Gereformeerde kerk, orgel                                | Vanwege onderdelen kerk  | 1743 1951 (rest.) 1978 (rest.) | M. Amoor K. Doornbos (1951) Flentrop (1978) | Berghuizen 20 | 52° 42' 46" NB, 6° 17' 21" OL | 468530 | Gereformeerde kerk, orgel |
| Boerderij onder aan voorzijde afgewolfd rieten schilddak | Boerderij                | 1850-1900                      |                                             | Berghuizen 40 | 52° 42' 39" NB, 6° 17' 36" OL | 46884  | Meer afbeeldingen         |

## Blijdenstein
De plaats Blijdenstein telt 1 inschrijving in het rijksmonumentenregister.
| Object         | Oorspronkelijke functie? | Bouwjaar                                                                       | Architect                  | Locatie        | Coördinaten?                  | Nr.?  | Afbeelding        |
| -------------- | ------------------------ | ------------------------------------------------------------------------------ | -------------------------- | -------------- | ----------------------------- | ----- | ----------------- |
| Hervormde kerk | Kerk en kerkonderdeel    | oorspr. ca. 1150 1400-1425 (herb.) 16e eeuw (noordbeuk schip) 1921-'23 (rest.) | H.M. Hulsbergen (1921-'23) | Blijdenstein 3 | 52° 42' 44" NB, 6° 14' 59" OL | 32983 | Meer afbeeldingen |

## De Stapel
De plaats De Stapel telt 1 inschrijving in het rijksmonumentenregister.
| Object  | Oorspronkelijke functie? | Bouwjaar  | Architect | Locatie        | Coördinaten?                  | Nr.?   | Afbeelding        |
| ------- | ------------------------ | --------- | --------- | -------------- | ----------------------------- | ------ | ----------------- |
| 't Ende | Boerderij                | 1890-1900 |           | Stapelerweg 20 | 52° 39' 35" NB, 6° 19' 47" OL | 520081 | Meer afbeeldingen |

## Echten
De plaats Echten telt 17 inschrijvingen in het rijksmonumentenregister. Zie de Lijst van rijksmonumenten in Echten (Drenthe) voor een overzicht.

## Eursinge
De plaats Eursinge telt 1 inschrijving in het rijksmonumentenregister.
| Object                  | Oorspronkelijke functie? | Bouwjaar | Architect | Locatie    | Coördinaten?                  | Nr.?  | Afbeelding        |
| ----------------------- | ------------------------ | -------- | --------- | ---------- | ----------------------------- | ----- | ----------------- |
| Boerderij met dwarsdeel | Boerderij                | 1931     |           | Eursinge 2 | 52° 46' 38" NB, 6° 26' 46" OL | 32980 | Meer afbeeldingen |

## Haalweide
De plaats Haalweide telt 1 inschrijving in het rijksmonumentenregister.
| Object    | Oorspronkelijke functie? | Bouwjaar             | Architect | Locatie            | Coördinaten?                  | Nr.?  | Afbeelding        |
| --------- | ------------------------ | -------------------- | --------- | ------------------ | ----------------------------- | ----- | ----------------- |
| Haalweide | Boerderij                | mog. 18e eeuw (kern) |           | Haalweidigerweg 12 | 52° 40' 14" NB, 6° 18' 22" OL | 39660 | Meer afbeeldingen |

## Hees
De plaats Hees telt 6 inschrijvingen in het rijksmonumentenregister.
| Object                                                                             | Oorspronkelijke functie? | Bouwjaar            | Architect | Locatie     | Coördinaten?                  | Nr.?   | Afbeelding                                                                         |
| ---------------------------------------------------------------------------------- | ------------------------ | ------------------- | --------- | ----------- | ----------------------------- | ------ | ---------------------------------------------------------------------------------- |
| De Heeshof                                                                         | Boerderij                | 1885                |           | Hees 34     | 52° 44' 58" NB, 6° 22' 8" OL  | 507345 | Upload foto                                                                        |
| De Heeshof, stookhok                                                               | Boerderij                | ca. 1900-1910       |           | bij Hees 34 | 52° 44' 58" NB, 6° 22' 8" OL  | 507346 | Upload foto                                                                        |
| De Heeshof, bijschuur                                                              | Boerderij                | verm. ca. 1880-1890 |           | bij Hees 34 | 52° 44' 58" NB, 6° 22' 8" OL  | 507347 | Upload foto                                                                        |
| Hallenhuisboerderij in ambachtelijk-traditionele stijl met dwarsdeel               | Boerderij                | 1914                |           | Hees 21     | 52° 44' 50" NB, 6° 21' 49" OL | 507349 | Meer afbeeldingen                                                                  |
| Hallenhuisboerderij in ambachtelijk-traditionele stijl, stookhok                   | Boerderij                | ca. 1914-1920       |           | bij Hees 21 | 52° 44' 50" NB, 6° 21' 49" OL | 507351 | Meer afbeeldingen                                                                  |
| Kop-rompboerderij bestaande met hoog opgaand bedrijfsdeel onder afgewolfd zadeldak | Boerderij                | 1933                | P. Mos    | Hees 36     | 52° 44' 58" NB, 6° 22' 11" OL | 507357 | Kop-rompboerderij bestaande met hoog opgaand bedrijfsdeel onder afgewolfd zadeldak |

## Koekange
De plaats Koekange telt 7 inschrijvingen in het rijksmonumentenregister.
| Object                                      | Oorspronkelijke functie? | Bouwjaar                                                             | Architect      | Locatie            | Coördinaten?                  | Nr.?   | Afbeelding        |
| ------------------------------------------- | ------------------------ | -------------------------------------------------------------------- | -------------- | ------------------ | ----------------------------- | ------ | ----------------- |
| Hervormde kerk                              | Kerk en kerkonderdeel    | 1834 (kerk) 1912 (toren) 1925-'26 (consistorie) 1983 (rest.)         |                | Kerklaan 20        | 52° 41' 59" NB, 6° 18' 46" OL | 39671  | Meer afbeeldingen |
| Boerderijtje met zijbaander onder schilddak | Boerderij                | 1909                                                                 |                | Eggeweg 23         | 52° 41' 22" NB, 6° 19' 49" OL | 47039  | Meer afbeeldingen |
| Boerderij in Art Nouveau-stijl              | Boerderij                | ca. 1910-1915                                                        | verm. G. Otten | Dorpsstraat 5      | 52° 41' 44" NB, 6° 19' 23" OL | 507389 | Meer afbeeldingen |
| Boerderij in Art Nouveau-stijl, bijschuur   | Boerderij                | ca. 1910-1915                                                        | verm. G. Otten | bij Dorpsstraat 5  | 52° 41' 44" NB, 6° 19' 23" OL | 507390 | Upload foto       |
| Boerderij in Art Nouveau-stijl              | Boerderij                | 1911                                                                 | G. Otten       | Dorpsstraat 68     | 52° 42' 10" NB, 6° 19' 5" OL  | 507392 | Meer afbeeldingen |
| Boerderij in Art Nouveau-stijl, potstal     | Boerderij                | 1911                                                                 | G. Otten       | bij Dorpsstraat 68 | 52° 42' 10" NB, 6° 19' 5" OL  | 507393 | Upload foto       |
| Welgelegen                                  | Boerderij                | 1881 (woonhuis) 1906 (bedrijfsdeel) ca. 1910-1915 (aanbouw woonhuis) |                | Prinsesseweg 8     | 52° 42' 18" NB, 6° 19' 2" OL  | 507400 | Meer afbeeldingen |

## Oosteinde
De plaats Oosteinde telt 1 inschrijving in het rijksmonumentenregister.
| Object                                                                  | Oorspronkelijke functie? | Bouwjaar        | Architect | Locatie          | Coördinaten?                 | Nr.?  | Afbeelding        |
| ----------------------------------------------------------------------- | ------------------------ | --------------- | --------- | ---------------- | ---------------------------- | ----- | ----------------- |
| Boerderij met achterbaander, aangebouwd stookhok, potstal en hooischuur | Boerderij                | 18e eeuw (kern) |           | Dr. Larijweg 124 | 52° 44' 40" NB, 6° 17' 6" OL | 32989 | Meer afbeeldingen |

## Rheebruggen
De plaats Rheebruggen telt 5 inschrijvingen in het rijksmonumentenregister.
| Object                                                                | Oorspronkelijke functie? | Bouwjaar                                                       | Architect | Locatie           | Coördinaten?                 | Nr.?   | Afbeelding        |
| --------------------------------------------------------------------- | ------------------------ | -------------------------------------------------------------- | --------- | ----------------- | ---------------------------- | ------ | ----------------- |
| Hallenhuisboerderij in ambachtelijk-traditionele stijl met zijbaander | Boerderij                | mog. late 18e eeuw (kern) ca. 1880 (voorhuis)                  |           | Rheebruggen 6     | 52° 47' 3" NB, 6° 18' 3" OL  | 507339 | Meer afbeeldingen |
| Hallenhuisboerderij in ambachtelijk-traditionele stijl, stookhok      | Boerderij                | ca. 1870-1890                                                  |           | bij Rheebruggen 6 | 52° 47' 3" NB, 6° 18' 3" OL  | 507340 | Meer afbeeldingen |
| Hallenhuisboerderij in ambachtelijk-traditionele stijl met dwarsdeel  | Boerderij                | mog. 18e eeuw 1832-1840 (uitbr.) waarsch. ca. 1880 (voorgevel) |           | Rheebruggen 8     | 52° 47' 1" NB, 6° 17' 57" OL | 507342 | Meer afbeeldingen |
| Hallenhuisboerderij in ambachtelijk-traditionele stijl, stookhok      | Boerderij                | ca. 1880-1900                                                  |           | bij Rheebruggen 8 | 52° 47' 1" NB, 6° 17' 57" OL | 507343 | Meer afbeeldingen |
| Hallenhuisboerderij in ambachtelijk-traditionele stijl met dwarsdeel  | Boerderij                | mog. late 18e eeuw (kern) ca. 1880 (voorhuis)                  |           | Rheebruggen 10    | 52° 47' 1" NB, 6° 17' 57" OL | 507356 | Meer afbeeldingen |

## Ruinen
De plaats Ruinen telt 7 inschrijvingen in het rijksmonumentenregister.
| Object                                                                | Oorspronkelijke functie?  | Bouwjaar                                                                   | Architect                                  | Locatie           | Coördinaten?                  | Nr.?   | Afbeelding        |
| --------------------------------------------------------------------- | ------------------------- | -------------------------------------------------------------------------- | ------------------------------------------ | ----------------- | ----------------------------- | ------ | ----------------- |
| Hervormde pastorie (De Bron)                                          | Kerkelijke dienstwoning   | ca. 1840                                                                   |                                            | Kloosterstraat 2  | 52° 45' 49" NB, 6° 21' 44" OL | 32968  | Meer afbeeldingen |
| Hervormde kerk (Mariakerk)                                            | Kerk en kerkonderdeel     | ca. 1140 1400-1425 (verb.) 1836 (verb.) 1972-'75 (rest.)                   | C.F. Janssen (1972-'75)                    | Brink 11          | 52° 45' 50" NB, 6° 21' 39" OL | 32969  | Meer afbeeldingen |
| Hervormde kerk, toren                                                 | Kerk en kerkonderdeel     | ca. 1423 1496 (klok) 15e eeuw (traptoren) na 1660 (spits) 1952 (bekroning) | mog. J. die Werckmeyster G. van Wou (klok) | Brink 11          | 52° 45' 50" NB, 6° 21' 39" OL | 32970  | Meer afbeeldingen |
| De Zaandplatte                                                        | Industrie- en poldermolen | oorspr. 1866 1964 (herb. op huidige locatie) 1995-'96 (rest.)              | Zilverberg (1866) Vaags (1995-'96)         | Engeland 9        | 52° 46' 17" NB, 6° 21' 56" OL | 422828 | Meer afbeeldingen |
| Hallenhuisboerderij in ambachtelijk-traditionele stijl met zijbaander | Boerderij                 | oorspr. waarsch. 18e eeuw ca. 1840 (herb.) 1977 (rest.)                    | H. Wouda (1977)                            | Smeestraat 12     | 52° 45' 55" NB, 6° 21' 38" OL | 507353 | Meer afbeeldingen |
| Hallenhuisboerderij in ambachtelijk-traditionele stijl, schuur        | Boerderij                 | ca. 1840 1977 (herb.)                                                      |                                            | bij Smeestraat 12 | 52° 45' 55" NB, 6° 21' 38" OL | 507354 | Meer afbeeldingen |
| Hallenhuisboerderij in ambachtelijk-traditionele stijl, stookhok      | Boerderij                 | ca. 1840                                                                   |                                            | bij Smeestraat 12 | 52° 45' 55" NB, 6° 21' 38" OL | 507355 | Meer afbeeldingen |

## Ruinerwold
De plaats Ruinerwold telt 28 inschrijvingen in het rijksmonumentenregister. Zie de Lijst van rijksmonumenten in Ruinerwold voor een overzicht.

## Veeningen
De plaats Veeningen telt 3 inschrijvingen in het rijksmonumentenregister.
| Object                                                                                           | Oorspronkelijke functie? | Bouwjaar        | Architect | Locatie          | Coördinaten?                  | Nr.?  | Afbeelding        |
| ------------------------------------------------------------------------------------------------ | ------------------------ | --------------- | --------- | ---------------- | ----------------------------- | ----- | ----------------- |
| Boerderij onder rieten wolfsdak met wagenschuur                                                  | Boerderij                | 18e eeuw (kern) |           | Oud Veeningen 10 | 52° 40' 25" NB, 6° 22' 11" OL | 41111 | Meer afbeeldingen |
| Grote boerderij met achterbaander onder met pannen en riet gedekt wolfsdak en aangebouwde schuur | Boerderij                | ca. 1860        |           | Veeningen 42     | 52° 40' 21" NB, 6° 21' 23" OL | 41100 | Meer afbeeldingen |
| Boerderij met achterbaander onder met pannen en riet gedekt wolfsdak                             | Boerderij                | ca. 1860        |           | Veeningen 44     | 52° 40' 24" NB, 6° 21' 10" OL | 41101 | Meer afbeeldingen |

## De Wijk
De plaats de Wijk telt 29 inschrijvingen in het rijksmonumentenregister. Zie de Lijst van rijksmonumenten in de Wijk voor een overzicht.

## Zuidwolde
De plaats Zuidwolde telt 13 inschrijvingen in het rijksmonumentenregister. Zie de Lijst van rijksmonumenten in Zuidwolde (Drenthe) voor een overzicht.
Aa en Hunze ·
Assen ·
Borger-Odoorn ·
Coevorden ·
De Wolden ·
Emmen ·
Hoogeveen ·
Meppel ·
Midden-Drenthe ·
Noordenveld ·
Tynaarlo ·
Westerveld